# Misologi
Misologi, uttryck från filosofin: Misstro och antipati gentemot språket[källa behövs] och förnuftet.
Misologi är uppskattandet av känslan och intuition som en filosof och analytiker kommer fram till. Denna övergång till omvända värdering händer oftast i slutet av livet och har ingenting med misstro eller hat mot förnuft att göra.